# Likodra (rivière)
Pour l’article homonyme, voir Likodra.
La Likodra (en serbe cyrillique : Ликодра) est une rivière de Serbie. Affluent gauche du Jadar, elle fait partie du bassin versant de la mer Noire et coule sur 30 km.
La Likodra naît de la réunion des rivières Bogoštica, Čađavica et Kržava, qui confluent à Krupanj, dans le nord-ouest de la Serbie centrale, dans la région de Rađevina. Elle se jette dans le Jadar près de l'ancienne mine de Zavlaka.